# Palvennia hoybergeti
La palvennia (Palvennia hoybergeti) è un rettile marino estinto, appartenente agli ittiosauri. Visse alla fine del Giurassico superiore (Titoniano, circa 148 milioni di anni fa) e i suoi resti fossili sono stati ritrovati in Norvegia. 

## Descrizione
Questo animale è noto per un cranio in buono stato di conservazione e per frammenti di uno scheletro. Il cranio è lungo circa 86 centimetri e fa supporre che la lunghezza dell'intero animale oltrepassasse i 4 metri. Come tutti gli ittiosauri evoluti, Palvennia doveva essere dotato di un corpo affusolato, con zampe trasformate in strutture simili a pinne e una grande pinna caudale a mezzaluna. 
La particolarità del cranio è data dalla notevole brevità del rostro (poco più della metà dell'intero cranio), che lo rendeva superficialmente simile a quello di Ichthyosaurus breviceps del Giurassico inferiore. A causa del rostro corto, la grande orbita di Palvennia sembrava ancora più grande. Il rostro di Palvennia, oltre che corto, era anche insolitamente robusto, soprattutto se raffrontato con quello di altri ittiosauri dalla morfologia gracile come Aegirosaurus. L'orbita, del diametro di quasi 29 centimetri, era molto più grande di quella dell'affine (e di poco più recente) Cryopterygius, ed era quasi identica a quella di Ophthalmosaurus (l'animale vertebrato dall'orbita più grande in relazione al resto del corpo). La forma dell'osso mascellare e della fila di denti superiori ricordano quelle di Ophthalmosaurus e Aegirosaurus, e sono ben distinte da quelle di Cryopterygius. La barra postorbitale era molto stretta rispetto a quella di Cryopterygius, Caypullisaurus e Platypterygius, e assomigliava a quella di Ophthalmosaurus e Nannopterygius.

## Classificazione
Palvennia venne descritto per la prima volta nel 2012, sulla base di un resto fossile ritrovato nell'isola di Spitsbergen (Norvegia). L'esemplare, constante di un cranio e di frammenti postcranici, proviene dal membro Slottsmøya della formazione Agardhfjellet.
Il nome generico Palvennia deriva da PalVenn (Friends of the Palaeontological Museum in Oslo), la cui spedizione del 2004 condusse alla scoperta dell'olotipo. L'epiteto specifico, hoybergeti, è in onore di Magne Høyberget, partecipante a numerose attività sul campo nei terreni giurassici di Spitsbergen.
Palvennia è considerato un rappresentante degli oftalmosauridi, un gruppo di ittiosauri tipici della fine del Giurassico e del Cretaceo, ma le caratteristiche miste delle varie ossa del cranio di questo animale impediscono una classificazione più precisa. Nella stessa formazione geologica sono stati ritrovati altri due oftalmosauridi: Janusaurus, di poco più antico, e Cryopterygius, leggermente più recente.